# Șincai
Șincai (autrefois Râciu de Câmpie) ou Mezősámsond en hongrois est une commune roumaine du județ de Mureș, dans la région historique de Transylvanie et dans la région de développement du Centre.

## Géographie
La commune de Șincai est située dans le nord-ouest du județ, dans la Plaine de Sarmașa, à 18 km au nord-ouest de Târgu Mureș, le chef-lieu du județ.
La municipalité est composée des quatre villages suivants (population en 2002) :
- Lechincioara (109) ;
- Pusta (158) ;
- Șincai (1 098), siège de la municipalité ;
- Șincai-Fânațe (269).

## Histoire
La première mention écrite du village date de 1332 sous le nom de Samsond.
La commune de Șincai a appartenu au royaume de Hongrie, puis à l'empire d'Autriche et à l'Empire austro-hongrois.
En 1876, lors de la réorganisation administrative de la Transylvanie, elle a été rattachée au comitat de Maros-Torda.
La commune de Șincai a rejoint la Roumanie en 1920, au traité de Trianon, lors de la désagrégation de l'Autriche-Hongrie. Après le deuxième arbitrage de Vienne, elle a été occupée par la Hongrie de 1940 à 1944, période durant laquelle sa petite communauté juive fut exterminée par les nazis. Elle est redevenue roumaine en 1945.
La commune, autrefois appelée Râciu de Câmpie, a changé de nom en l'honneur de Gheorghe Șincai (1754-1816), poète, historien et philologue roumain, né dans cette localité, et qui a écrit avec Samuil Micu la première grammaire du roumain.

## Politique
Le conseil municipal de Șincai compte 11 sièges de conseillers municipaux. À l'issue des élections municipales de juin 2008, Valer Moldovan (PD-L) a été élu maire de la commune.
| Parti                                      | Nombre de conseillers |
| ------------------------------------------ | --------------------- |
| Parti démocrate-libéral (PD-L)             | 4                     |
| Union démocrate magyare de Roumanie (UDMR) | 4                     |
| Parti social-démocrate (PSD)               | 2                     |
| Parti de la Grande Roumanie                | 1                     |

## Religions
En 2002, la composition religieuse de la commune était la suivante :
- Chrétiens orthodoxes, 55,20 % ;
- Réformés, 34,94 % ;
- Catholiques romains, 6,11 % ;
- Catholiques grecs, 2,87 %.

## Démographie
En 1910, la commune comptait 1 327 Roumains (58,77 %), 921 Hongrois (40,79 %) et 10 Allemands (0,44 %).
En 1930, on recensait 1 334 Roumains (55,79 %), 1 000 Hongrois (41,82 %), 6 Juifs (0,25 %) et 47 Tsiganes (1,97 %).
En 2002, 931 Roumains (56,97 %) côtoient 663 Hongrois (40,57 %) et 40 Tsiganes (2,44 %). On comptait à cette date 714 ménages et 730 logements.
| 1850  | 1880  | 1900  | 1910  | 1930  | 1956  | 1977  | 1992  | 2002  |
| ----- | ----- | ----- | ----- | ----- | ----- | ----- | ----- | ----- |
| 1 630 | 1 899 | 2 157 | 2 258 | 2 391 | 3 011 | 2 237 | 1 694 | 1 634 |

| 2007  | - | - | - | - | - | - | - | - |
| ----- | - | - | - | - | - | - | - | - |
| 1 601 | - | - | - | - | - | - | - | - |

## Économie
L'économie de la commune repose sur l'agriculture, l'élevage et l'extraction de gaz naturel.

## Communications

### Routes
Șincai est située sur la route régionale Târgu Mureș-Șăulia.

## Lieux et monuments
- Șincai, église réformée de 1845.

- Șincai, église catholique de 1760.

- Șincai, château Rhédey (1777-1779), de style baroque.

## Personnages
- Gheorghe Șincai